# Inköpscentralernas Aktiebolag
Inköpscentralernas Aktiebolag (kurz ICA) ist ein schwedisches Lebensmitteleinzelhandelsunternehmen mit Sitz in Solna. Zusammen mit ICA Banken, ICA Fastigheter, Rimi Baltic, Apotek Hjärtat und Hemtex gehört er zur ICA Gruppen.
Der Lebensmittelkonzern ICA Sverige hat im Jahr 2016 in Schweden insgesamt rund 1.300 Verkaufsstellen. Derzeit beschäftigt der Konzern mehr als 7.000 Mitarbeiter. Die Zeitung Aftonbladet schätzt 2019 die Stellung von ICA ein: „Der Überlegene auf dem Lebensmittelmarkt ist ICA, die rund die Hälfte des Lebensmittelmarktes hat. Danach kommt nichts, dann kommen Coop und Axfood mit jeweils rund 17-18 Prozent.“

## Geschichte
ICA geht zurück auf die 1917 von Hakon Swenson in Västerås gegründete Einkaufsgemeinschaft Hakonbolaget, die selbstständigen Lebensmittelhändlern die gleichen Größenvorteile im Einkauf bringen sollte, wie sie Ladenketten haben. Nach dem gleichen Prinzip wie Hakonbolaget wurden viele weitere Einkaufsgemeinschaften gegründet. Die eigentliche ICA AB wurde 1938 durch einen Zusammenschluss mehrerer dieser Einkaufsgemeinschaften gebildet. 1940 wurde ICA Förbundet, die Mitgliederorganisation für ICA-Einzelhändler, gegründet. Ursprünglich hatte dieser Verband keine Anteile an der ICA AB, doch stieg er bis 1972 zum Hauptanteilseigner auf. Im Jahr 2000 wurde die Hälfte des Unternehmens an den niederländischen Konzern Royal Ahold verkauft. Zwischenzeitlich hatte Ahold den Anteil auf 60 % erhöht, sich aber im Jahr 2013 komplett von dieser getrennt. Seitdem ist die börsennotierte ICA Gruppen AB (zuvor Hakon Invest) 100%ige Eigentümerin.

## Vertriebslinien
Vertriebslinien sind die Marken, unter denen sich die Firmengruppe am Markt präsentiert. Die folgende Liste soll alle ICA-Vertriebslinien nennen. Die Nennung ist unabhängig davon, welches Unternehmen der Gruppe hinter der jeweiligen Vertriebslinie steht.
| Name                 | Beschreibung |
| -------------------- | --- |
| ICA Maxi Stormarknad | Die größten Filialen werden unter dieser Vertriebslinie betrieben und weisen neben Lebensmitteln eine Vielzahl anderer Produkte wie Bekleidung, Schuhe, Textilien, Medien und Haushaltswaren auf.                                                                |
| ICA Kvantum          | Neben Alltagslebensmitteln bieten diese Verbrauchermärkte eine große Auswahl an frischen, für Allergiker angepassten, ökologischen und lokalen Produkten. |
| ICA Supermarket      | Diese Vertriebslinie bietet zwischen 7.000 und 11.000 verschiedene Artikel für den Alltag und besondere Gelegenheiten an. Hoher Anteil an frischen Produkten. |
| ICA Nära             | Vor allem kleinere Märkte, die zwischen 4.000 und 8.000 verschiedene Artikel verkaufen und zentral in der Nähe von Wohngegenden oder Gewerbegebieten zu finden sind (vgl. Rewe City). Viele ICA-Nära-Märkte sind Vertreter für Apotheken, Systembolaget und ATG. |

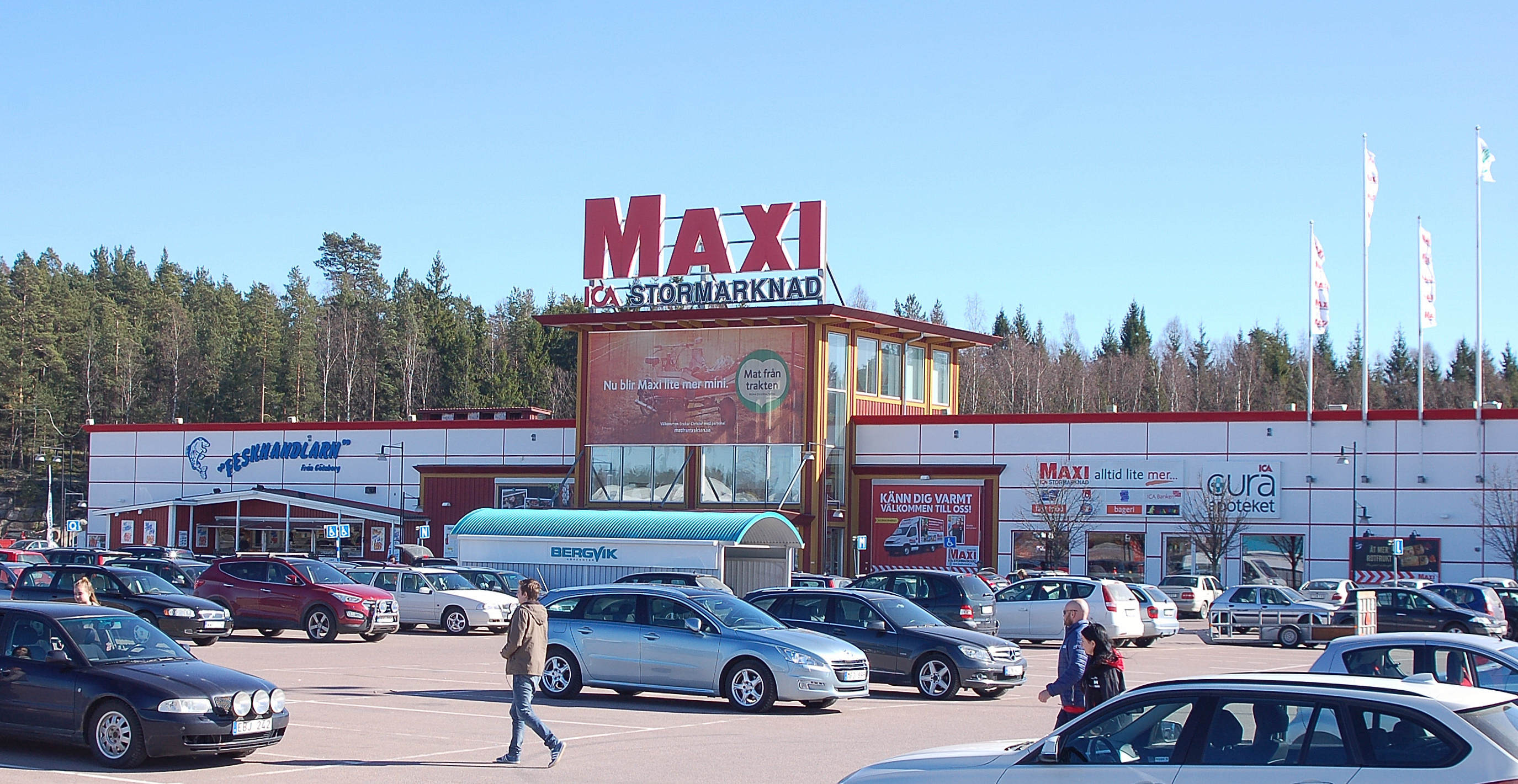
ICA Maxi in Bergvik, Karlstad.
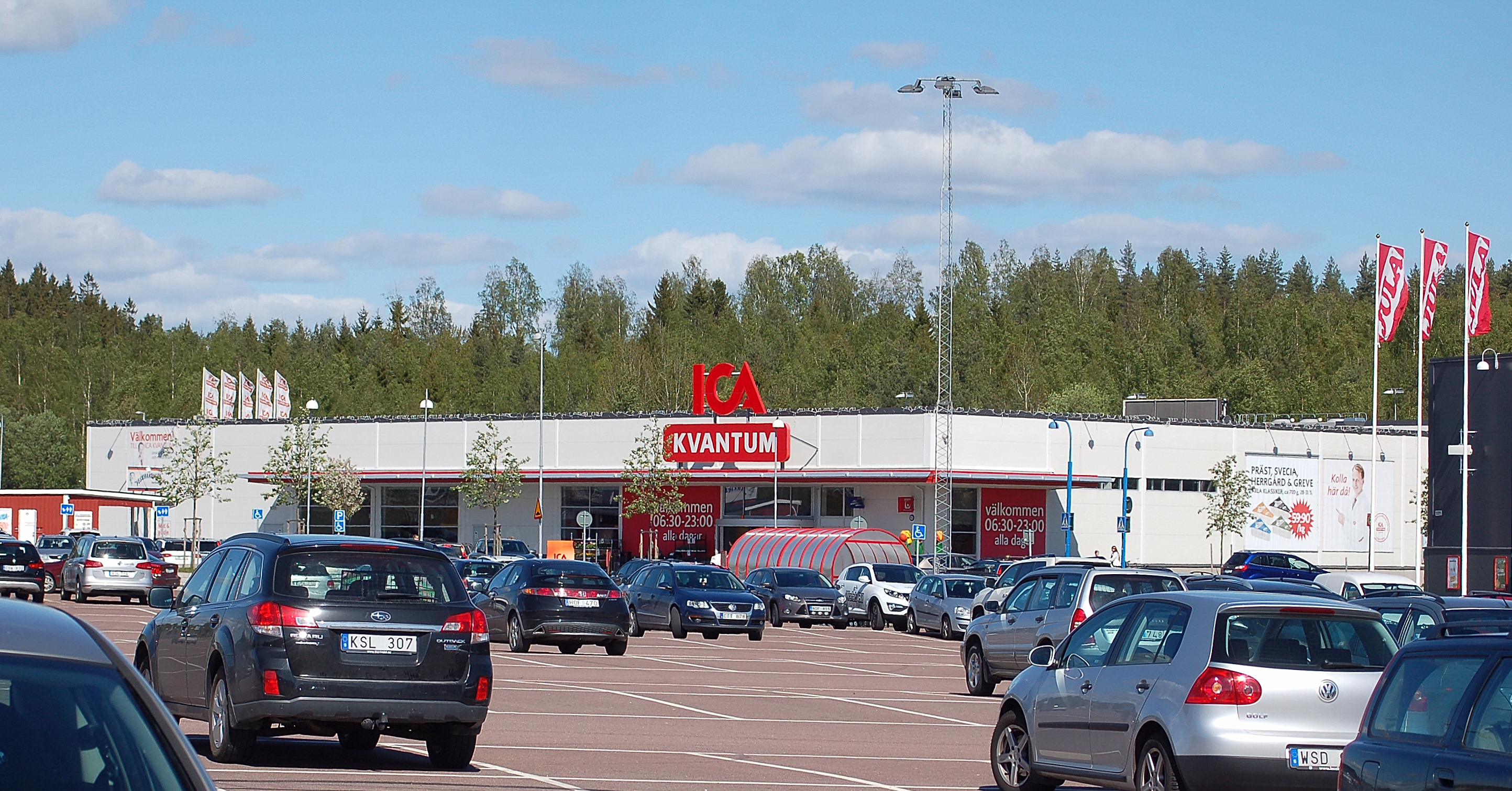
ICA Kvantum Välsviken in Karlstad.
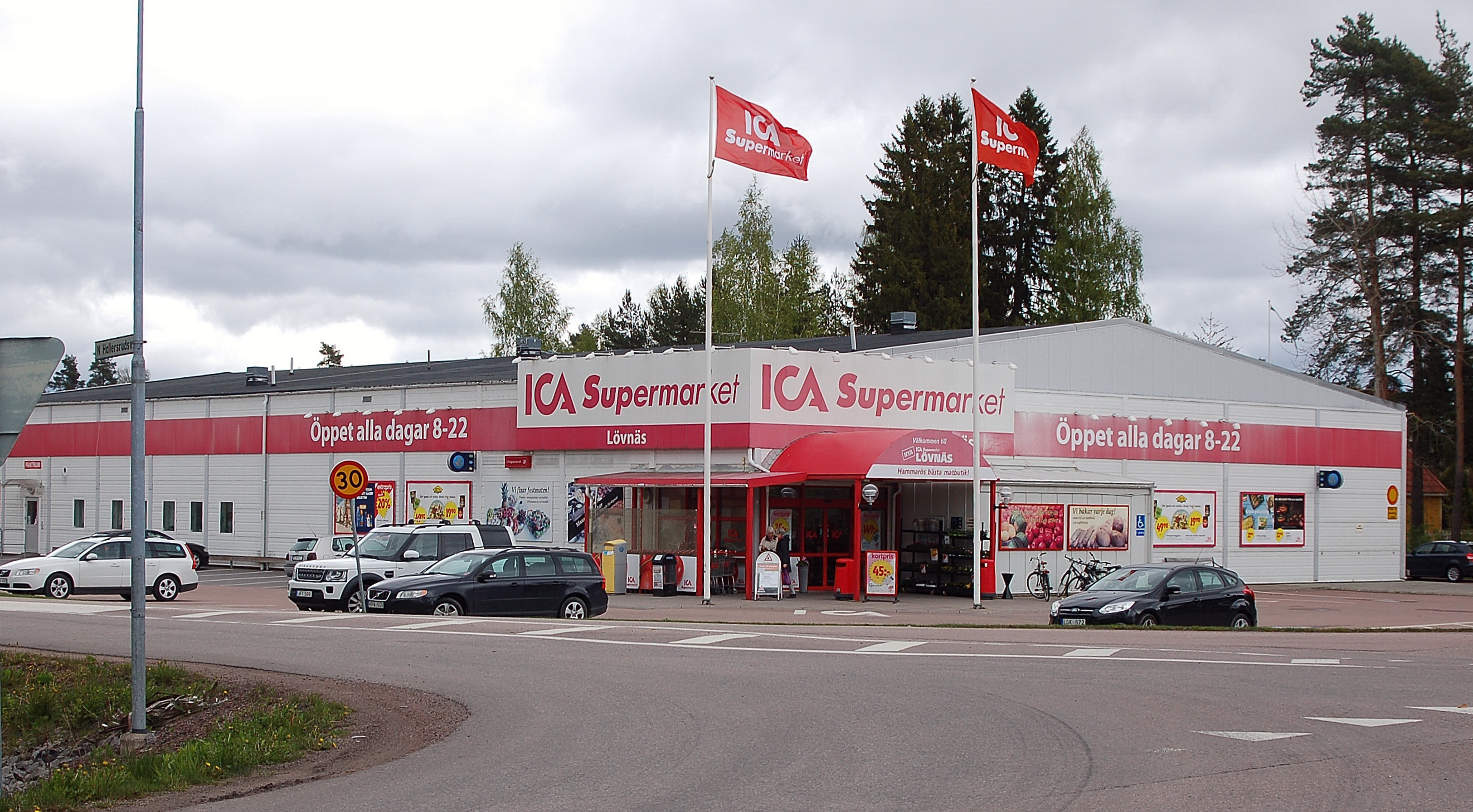
ICA Supermarket Lövnäs in Lövnäs, Hammarö.
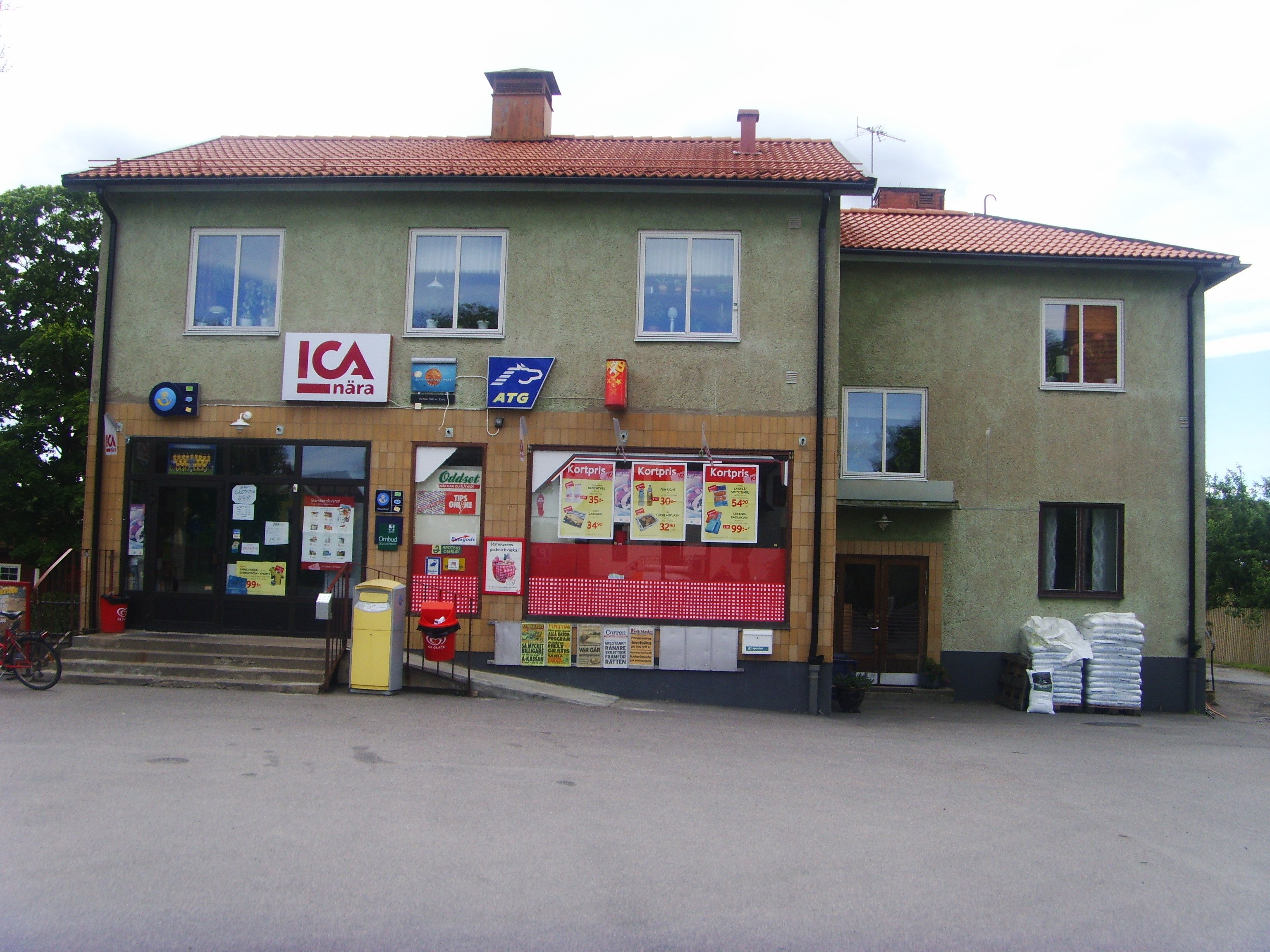
ICA Nära in Tjällmo, Motala.